# Bronasta bojevnika
Bronasta bojevnika iz kraja Riace (italijansko Bronzi di Riace) ali Bojevnika iz kraja Riace sta dva grška bronasta gola bradata bojevnika v naravni velikosti iz okoli leta 460–450 pr. n. št. , ki so ju našli v morju blizu kraja Riace leta 1972. Kipa hranijo v Narodnem muzeju Magne Grecie (Museo Nazionale della Magna Grecia) v južnem italijanskem mestu Reggio di Calabria v Kalabriji.
To sta dva redka ohranjena grška bronasta kipa v naravni velikosti, vrhunska kipa, za katera je bilo potrebno izredno tehnično znanje, z vrhunskimi umetniškimi značilnostmi, doseženimi v navedenm obdobju.
Kipa sta na ogled v mikroklimatski sobi na vrhu antistatične ploščadi iz carrarskega marmorja. Poleg njiju sta v sobi  tudi dve glavi: filozofa in bazileja (vladarja) (la Testa del Filosofo in la Testa di Basilea), ki sta tudi iz 5. stoletja pred našim štetjem.
Čeprav so leta 1972 bronasta kipa ponovno odkrili, so ju predstavili šele leta 1981. Javna razstava v Firencah in Rimu je bila kulturna prireditev leta v Italiji, o njej so pisale številne revije. Zdaj sta simbol Kalabrije, prikazana sta tudi na paru italijanskih poštnih znamk.
Kipa sta znana kot kip A, morda Tidej, ki prikazuje mlajšega bojevnika, in kip B, tudi junak z orožjem, ki kaže zrelejšo podobo. Kip A je visok 203 centimetre, kip B pa 196,5 centimetra.

## Odkritje
Stefano Mariottini, kemik iz Rima , se je potapljal blizu najdišča pred koncem počitnic v Monasteraceju. Med potapljanjem je okoli 200 metrov od obale Riace, na globini od šest do osem metrov, opazil levo roko kipa A, ki je štrlela iz peska. Sprva je mislil, da je našel mrtvo človeško telo, vendar je ob dotiku roke spoznal, da je bronasta. Mariottini je začel odstranjevati pesek s preostalega kipa A. Kasneje je opazil še druge bronaste figure v bližini in se odločil, da pokliče policijo. Teden pozneje, 21. avgusta, je bil kip B dvignjen iz vode, dva dni kasneje pa je še prelomljen kip A. Nobene povezave z brodolomi niso odkrili, temveč so našli v neposredni bližini, kjer se obala zniža, tudi arhitekturne ostanke. 
Bronasta kipa in zgodba o njunem odkritju je bila prikazana v prvi epizodi britanske dokumentarne serije How Art Made the World leta 2005, v kateri je bil objavljen tudi intervju s Stefanom Mariottinijem.

## Zgodovina in izvor
Najbolj priljubljena teorija je, da sta bronasta kipa ustvarila dva različna grška umetnika okoli 5. stoletja pred našim štetjem, kakšnih 30 let naj bi bilo razlike med obema. Kip A je bil verjetno narejen med letoma 460 in 450 pr. n. št., kip B pa med 430 in 420 pr. n. št. Nekateri verjamejo, da je kip A delo Mirona in da je Fidijev učenec Alkamen ustvaril kip B.  Kip A prikazuje mladega junaškega bojevnika ali boga s ponosnim pogledom, ki se zaveda svoje lepote in moči. Kip B pa prikazuje starejšega, zrelejšega bojevnika v sproščenem položaju s prijaznim in nežnim pogledom.
Bronasta kipa  sta glavna ohranjena starodavna grška kipa. Spadata v prehodno obdobje med arhaičnim grškim kiparstvom in zgodnjim klasičnim slogom, prikrivata svojo idealno geometrijo in nemogočo anatomijo pod motečo in privlačno realistično površino. Sta dobra primera za kontrapost – s težo na zadnjih nogah, zaradi česar sta bolj realistična kot pri številnih drugih arhaičnih držah. Mišice so jasne, vendar ne zarezane, dovolj mehke, da so videti resnične. Obrnjeni glavi kipov ne kažeta samo gibanja, temveč dajeta figurama tudi življenje. Asimetrična postavitev rok in nog ju dela realistična. Arheologi verjamejo, da so bile oči kipa A izdelane iz slonovine, vendar pa raziskovalci med nedavno obnovitveno analizo niso našli organskih snovi v očeh. Zrkla kipov so oblikovana iz kalcita, medtem ko so zobje izdelani iz srebra. Ustnice in prsne bradavice so iz bakra.  Imela sta kopje in ščit, vendar ju niso našli. Poleg tega je imel kip B nekoč na glavi čelado, mislijo tudi, da je kip A imel na glavi venec.
Nadaljnje raziskave, ki jih je v letu 2004 izvedla skupina italijansko-ameriških arheologov, so na tej počasi padajoči obali odkrile temelje jonskega templja. Podzemna raziskovanja robotskih vozil ob potopljeni obali od Locrija do Soverata podrobneje prikazujejo to obalo v antiki, čeprav niso našli nobenih nadaljnjih ostankov, primerljivih z njima.
O pripisovanju takih spektakularnih umetniških del slavnim kiparjem je Brunilde Sismondo Ridgeway zapisala: "V zvezi s tem so bila predlagana vsa velika imena klasičnega obdobja," in meni, da je spodbudno, da je vsaj nekaj učenjakov  pripravljenih razmisliti o neantični, celo kolonialni delavnici izvora, v nasprotju s prevladujočim atenocentrizmom prejšnjih let. 
Čeprav je gotovo, da sta bronasta kipa izvirno delo najvišje kakovosti, so nekateri trdili, da sta torza narejena po enem samem modelu in nato bila  spremenjena pred litjem, tako da ju je mogoče videti kot tip.

## Obnova 2009–2011
Decembra 2009 so kipa odpeljali v palačo Campanella, preden so se začela obnovitvena dela v Narodnem muzeju Magne Grecie. V začetku leta 2010 sta umetniška restavratorja Cosimo Schepis (znan tudi kot Nuccio Schepis) in Paola Donati začela obnovitvena dela, ki sta jih končala leta 2011. 

## Mitologija
V starodavni literaturi ni jasnega pričevanja za prepoznavanje atletov ali junakov, ki jih prikazujeta bronasta kipa. Zdi se, da sta bila gola moška prvotno del votivne skupine v velikem svetišču. Domneva se, da bronasti skulpturi predstavljata Tideja in Amfiaraja, dva bojevnika  sedmerice proti Tebam v polisu Argos, kot je zapisal Pavzanias.  Lahko pa sta tudi atenska atleta iz Delfov, del spomenika, posvečenega bitki na Maratonskem polju, ali pa sta iz Olimpije. Argos, Delfi in Olimpija so bili trije ugledni grški kraji, v  katerih je bilo  razvito kiparstvo najvišje kakovosti, a so jih Rimljani po zasedbi povsem oplenili. Morda so bronaste kipe prevažali v Rim kot plen, pa je nevihta potopila ladjo, čeprav niso našli dokazov o razbitinah. Salvatore Settis in Vinzenz Brinkmann sta menila, da sta bojevnika Erehtej, ki ga je vzgojila Atena, in Evmolp, Pozejdonov sin. 